# Llanura del Covurlui
La llanura del Covurlui (en rumano: Câmpia Covurlui) se halla en el distrito de Galați. Se extiende al sur de las colinas de la meseta Covurlui y llega hasta la pradera del río Prut y su altitud varía entre los 60 y los 200 m. Es una zona de terrazas con zonas llanuras de tipo mesetario amplias, cubiertas de capas de loess, arenas y lodos arcillosas. Representa el sector moldavo de la llanura rumana. Su nombre deriva del río Covurlui y es de origen cumano. Antes de la Segunda Guerra Mundial era el nombre de un distrito pero sería unido con el distrito de Tecuci para formar el distrito de Galați.